# Cristóbal Cascante
Cristóbal Cascante i Colom (Esparreguera, 1851 – Comillas, 12 luglio 1889) è stato un architetto spagnolo.

## Biografia
Laureatosi nel 1878 fu grande amico di Antoni Gaudí, con cui collaborò in diverse opere, tra cui l'urbanizzazione del Parco della Cittadella di Barcellona.
Fu direttore dei lavori per Joan Martorell nella realizzazione del Palacio de Sobrellano di Comillas, dove si trasferì definitivamente e dove realizzò anche il famoso Capriccio di Gaudí, il Santo Ospedale e il Monumento al Marchese di Comillas in collaborazione con Lluís Domènech i Montaner e l'Università Pontificia terminata da Domènech i Montaner dopo la sua morte.
Cascante è stato inoltre autore delle Can Casas a El Bruc.